# Isle of Man TT 1912
De Isle of Man TT 1912 was de zesde uitvoering van de Isle of Man TT. Ze werd op vrijdag 28 juni en maandag 1 juli 1912 verreden op de Snaefell Mountain Course, een stratencircuit op het eiland Man.
| 1912 | - Eerste tweetaktoverwinning (Frank A. Applebee, Scott). - Eerste klassen-indeling 350- en 500 cc |

## Algemeen
Na het grote succes van de TT van 1911 was die van 1912 min of meer een deceptie. Op de eerste plaats begon een deel van de bevolking van het eiland Man te klagen over het afsluiten van wegen op twee dagen. Daarnaast was de dood van Victor Surridge voor enkele merken reden de TT te boycotten. Machines van diezelfde merken verschenen nog wel, ingezet door privérijders. Na de 104 deelnemers in 1911 waren er nu slechts 66.
Opnieuw was het reglement aangepast: een- en tweecilinders werden gelijkgetrokken. De Senior TT was voor motorfietsen tot 500 cc, de Junior TT tot 350 cc, ongeacht het aantal cilinders.

## Senior TT
Maandag 1 juli, 5 ronden (302 km), motorfietsen tot 500 cc.
Voor de Auto-Cycle Union, die nog steeds zoekende was naar de meest eerlijke klassen-indeling, was de komst van de tweetaktmotoren van Scott tijdens de TT van 1909 al een probleem geweest. Het was toen al moeilijk genoeg om een formule te vinden om het voordeel dat eencilinders ten opzichte van tweecilinders hadden op te lossen. Daar kwam nog het probleem met de FN bij: een viercilinder die in geen van beide categorieën paste. Men hakte de knoop door en deelde de FN bij de tweecilinders in. Dat gebeurde ook met de Scott, waarmee Eric Myers de finish niet haalde. Tijdens de TT van 1910 presteerden de Scotts niet overtuigend, maar in de TT van 1911 reed Frank Philipp de snelste ronde voor hij uitviel. Tijdens deze Senior TT kon Scott al zijn voordelen uitbuiten: de tweetaktmotor, het lage zwaartepunt, de versnellingsbak en de kettingaandrijving. Frank A. Applebee leidde van start tot finish en Philipp lag op de tweede plaats tot hij in de laatste ronde bij Ballaugh een lekke band kreeg.

### Uitslag Senior TT
| Pos | Coureur           | Merk        | Tijd      | Snelheid  |
| --- | ----------------- | ----------- | --------- | --------- |
| 1   | Frank A. Applebee | Scott       | 3:51"03'0 | 48,69 mph |
| 2   | J. Haswell        | Triumph     | 3:57"57'0 |           |
| 3   | Harry Collier     | Matchless   | 4:01"56'0 |           |
| 4   | Charlie Collier   | Matchless   | 4:07"37'0 |           |
| 5   | J. Hoffman        | Triumph     | 4:12"49'0 |           |
| 6   | J. Adamson        | Triumph     | 4:14"02'0 |           |
| 7   | A. Kirk           | Triumph     | 4:14"07'0 |           |
| 8   | J.R. Alexander    | Indian      | 4:14"27'0 |           |
| 9   | C. Martin         | Triumph     | 4:17"04'0 |           |
| 10  | Alfred Alexander  | Indian      | 4:21"01'0 |           |
| 11  | Frank Philipp     | Scott       | 4:25"34'0 |           |
| 12  | W. Heaton         | DOT-JAP     | 4:28"26'0 |           |
| 13  | J. Sirett         | Indian      | 4:29"34'0 |           |
| 14  | Harry Reed        | DOT-JAP     | 4:31"32'0 |           |
| 15  | Les Bailey        | Douglas     | 4:35"30'0 |           |
| 16  | P. Butler         | Triumph     | 4:36"09'0 |           |
| 17  | E. Kickham        | Douglas     | 4:39"41'0 |           |
| 18  | S. Garrett        | Regal-Green | 5:11"34'0 |           |
| 19  | T. Blumfield      | Blumfield   | 5:34"47'0 |           |

### Niet gefinisht
| Coureur          | Merk                | Oorzaak |
| ---------------- | ------------------- | ------- |
| A. Hall          | Rudge-Whitworth     |         |
| A. Jones         | Rudge-Whitworth     |         |
| Charles Franklin | Indian              |         |
| C. Jamieson      | Singer              |         |
| D. Bolton        | Rudge-Whitworth     |         |
| E. Ware          | Zenith-JAP          |         |
| Freddie Dixon    | Cleveland-Precision |         |
| G. Griffit       | Humber              |         |
| Herbie Mills     | Regal-Green         |         |
| Hugh Mason       | Matchless           |         |
| H. Huckle        | Zenith-JAP          |         |
| H. Petty         | Singer              |         |
| I. Hart-Davies   | Triumph             |         |
| J. Emerson       | Norton              |         |
| J. Woodhouse     | Regal-Green         |         |
| N. Holder        | Blumfield           |         |
| P. Owen          | Norton              |         |
| Quentin Smith    | Triumph             |         |
| R. Munday        | Singer              |         |
| S. Perryman      | Blumfield           |         |
| W. Jones         | Rudge-Whitworth     |         |

## Junior TT
Vrijdag 28 juni, 4 ronden (214 km), motorfietsen tot 350 cc.
De Junior TT werd in de regen gereden. Toch was het team van Douglas favoriet. Dat had weliswaar riemaandrijving naar het achterwiel, maar een primaire aandrijving met een ketting. De riem was gevoelig voor slippen als hij nat werd. Gedoodverfde winnaar was de Australiër Les Bailey, teamleider van het Douglas-team. Hij leidde ook een ronde lang, maar viel uit door een defecte versnellingsbak. Nu ging de overwinning naar teamgenoot Harry Bashall, terwijl E. Kickham tweede werd. Harold Cox werd met een riem-aangedreven Forward derde. Bashall had echter de nodige problemen die veroorzaakt werden door de aandrijfriem. In de eerste ronde moest hij zes keer stoppen omdat de riem modder op de bougie van de achterste
cilinder wierp. Toch lag hij na de eerste ronde op de tweede plaats achter Bailey. Later stopte hij in Douglas om benzine en olie bij te vullen. In de laatste ronde reed hij vijf mijl in de laagste versnelling omdat hij olie tekort kwam. In Ramsey werd hem verteld dat hij een minuut achterstand had op Kickham. Daarna gaf hij vol gas en won de race alsnog.
| Pos | Coureur       | Merk                 | Tijd      | Snelheid  |
| --- | ------------- | -------------------- | --------- | --------- |
| 1   | Harry Bashall | Douglas              | 3:46"59'0 | 39,65 mph |
| 2   | E. Kickham    | Douglas              | 3:51"36'0 |           |
| 3   | Harold Cox    | Forward              | 4:06"29'0 |           |
| 4   | J. Stewart    | Douglas              | 4:29"04'0 |           |
| 5   | P. Owen       | Forward              | 4:31"54'0 |           |
| 6   | Robert Ellis  | NUT                  | 4:32"26'0 |           |
| 7   | H. Petty      | Singer               | 4:42"19'0 |           |
| 8   | Jack Haslam   | Douglas              | 5:00"05'0 |           |
| 9   | E. Pratt      | OK Supreme-Precision | 5:15"59'0 |           |
| 10  | H. C. Newman  | Ivy-Precision        | 5:22"27'0 |           |
| 11  | Percy Evans   | Humber               | 5:43"21'0 |           |

| Coureur       | Merk    | Oorzaak         |
| ------------- | ------- | --------------- |
| Billy Creyton | Humber  |                 |
| Douglas Brown | Humber  |                 |
| Dan O'Donovan | Singer  |                 |
| J. Bashall    | Humber  |                 |
| J. Watson     | Humber  |                 |
| Les Bailey    | Douglas | Versnellingsbak |
| M. Stoeffel   | Alcyon  |                 |
| N. Slatter    | Alcyon  |                 |
| R. Mundy      | Douglas |                 |

## Trivia

### Harry Bashall's belevenissen
Behalve zes stops om een bougie schoon te maken en een gebrek aan olie in de laatste ronde maakte Harry Bashall, de winnaar van de Senior TT, nog meer mee. Hij passeerde de stilstaande Humber-coureur Percy Evans toen die bezig was een binnenband van de Fransman Stoeffel te lenen. Evans gooide zijn oude band weg, precies op het moment dat Bashall voorbij kwam. Die nam de binnenband hangend aan zijn voet mee. Bashall had zijn zakken voor de race volgestopt met gereedschap. Zijn jas schuurde echter over de tank, waardoor er een gat ontstond en het gereedschap geleidelijk over het circuit werd gestrooid. Bij een van de stops om zijn bougie schoon te maken vloog de poetsdoek in brand.
1907 · 1908 · 1909 · 1910 · 1911 · 1912 · 1913 · 1914 · Eerste Wereldoorlog · 1920 · 1921 · 1922 · 1923 · 1924 · 1925 · 1926 · 1927 · 1928 · 1929 · 1930 · 1931 · 1932 · 1933 · 1934 · 1935 · 1936 · 1937 · 1938 · 1939 · Tweede Wereldoorlog · 1947 · 1948 · 1949 · 1950 ·1951 · 1952 · 1953 · 1954 · 1955 · 1956 · 1957 · 1958 · 1959 · 1960 · 1961 · 1962 · 1963 · 1964 · 1965 · 1966 · 1967 · 1968 · 1969 · 1970 · 1971 · 1972 · 1973 · 1974 · 1975 · 1976 · 1977 · 1978 · 1979 · 1980 · 1981 · 1982 · 1983 · 1984 · 1985 · 1986 · 1987 · 1988 · 1989 · 1990 · 1991 · 1992 · 1993 · 1994 · 1995 · 1996 · 1997 · 1998 · 1999 · 2000 · 2002 · 2003 · 2004 · 2005 · 2006 · 2007 · 2008 · 2009 · 2010 · 2011 · 2012 · 2013 · 2014